# استوارت کارد
استوارت کی. کارد (Stuart K. Card) (متولد ۲۱ دسامبر ۱۹۴۳)، یک پژوهش‌گر آمریکایی و پژوهش‌گر ارشد بازنشسته در زیراکس PARC است. او به عنوان یکی از پیشگامان اعمال‌کننده عوامل انسانی در تعامل انسان-کامپیوتر شناخته می‌شود. او همراه با جاک دی ماکنلی، جورج جی رابرتسن و سایر تعدادی از تکنیک‌های تجسم اطلاعات را اختراع کرد. او در رابط‌های کاربری و تحلیل بصری، گواهی‌های ثبت اختراعات متعددی دارد.

## زندگی‌نامه
کارد در سال ۱۹۶۶ لیسانس‌اش را از کالج اوبرلین در فیزیک و دکتراش را از دانشگاه کارنگی میلون در روان‌شناسی گرفته‌است.
او در اواخر دهه ۱۹۶۰ کارش را به عنوان عضو هیئت علمی دانشگاه استانفورد آغاز کرد. از سال ۱۹۷۴ به بعد او در PARC کار می‌نمود و مدیر ساحوی گروه پژوهشی رابط کاربری بود. او در سال ۲۰۱۰ از PARC استعفا داد اما در دیپارتمنت علوم کامپیوتر دانشگاه استانفورد به عنوان پروفسور مشورتی کار می‌کند.
کارد برنده جوایز متعددی شده‌است. در سال ۲۰۰۰ او جایزه دستاورد یک عمر CHI را از SIGCHI در اتحادیه ماشینری محاسباتی دریافت کرد و عضو اتحادیه ماشینری محاسباتی شد. در سال ۲۰۰۱ میلادی او به عنوان عضو آکادمی CHI انتخاب شد.
و در سال ۲۰۰۷، او به عنوان عضو آکادمی ملی مهندسی انتخاب شد و جایزه باور مؤسسه فرانکلن و جایزه دستاورد در ساینس را از آن خود کرد. در ۲۶ می ۲۰۰۸، کارد از کالج اوبرلین دکترای افتخاری دریافت نمود.

## کار
مطالعه دستگاه‌های ورودی استوارت کارد منجر به ویژگی قانون فیتس در ماوس کامپیوتر شده و یک فکتور اساسی بود که باعث شد زیراکس ماوس تجارتی خود را معرفی کند که از همه بیشتر در پروژه‌های آلتو و استار، برخی از اولین سیستم‌های رابط کاربری گرافیکی که از استعاره دسکتاپ (desktop metaphor) استفاده می‌کند، قابل مشاهده بود.
در کتاب روان‌شناسی تعامل انسان-کامپیوتر سال ۱۹۸۳ که او آن را همراه با توماس پی موران و آلن نیویل نوشته بود، به کار مهمی در رشته HCI مبدل شد. پژوهش‌های بیشتر در ویژگی‌های نظری تعامل انسان – ماشین منجر به توسعه‌های مثل «پروسسر مدل انسانی، نظریه GOMS تعامل کاربر، نظریه جستجوی اطلاعات و توضیحات آماری استفاده از اینترنت» شد. در هزاره جدید تحقیقات او بر توسعه «علوم حمایتی تعامل انسان – اطلاعات و نمونه‌های اولیه دیداری – معنایی برای کمک به ایجاد حس» متمرکز است.